# Novik (fregata)
Novik è una fregata multiruolo di progetto e costruzione russa. La nave avrebbe dovuto essere la prima unità di una numerosa classe. Tuttavia, il programma relativo è stato cancellato nel 2005. In seguito a ciò, la nave è stata ribattezzata Borodino, e sarà ultimata come nave da addestramento. I lavori risultano in corso.

## Il progetto Novik
Il programma relativo ad una nuova classe di fregate multiruolo da pattugliamento (SKR secondo la classificazione russa) venne avviato alla fine degli anni ottanta. Lo scopo era quello di avere delle navi che fossero più economiche delle più grandi Progetto 1154 (nome in codice NATO: classe Neustrashimy), e che potessero essere costruite in gran numero. I lavori di progettazione vennero portati avanti dall'ufficio tecnico di progettazione navale Almaz. La nuova classe di navi era nota con il nome di Progetto 1244.1.
Il crollo dell'Unione Sovietica e la conseguente crisi economica, provocarono forti ritardi in tutto il programma, tanto che la prima unità, chiamata appunto Novik, venne impostata presso il cantiere navale Yantar, a Kaliningrad, il 26 luglio 1997. Inizialmente gli esemplari previsti erano quindici. I lavori sulla capoclasse furono però interrotti quasi subito. Il progetto fu cancellato nel gennaio 1998, quando solo il 4,5% dei lavori era stato completato. Il programma, riesumato dopo il 2000, è stato nuovamente e definitivamente cancellato nel 2005.

## La Borodino
Nel 2005, in seguito alla definitiva cancellazione del progetto relativo alle fregate, la Novik, unica unità in costruzione, è stata rinominata Borodino. Secondo i piani della marina russa, questa verrà ultimata come nave da addestramento. I lavori risultano attualmente in corso.